# Tadeusz Wnorowski
Tadeusz Wnorowski (ur. 26 października 1899 w powiecie ostrołęckim, zm. 3 września 1925 w Rajczy) – porucznik piechoty Wojska Polskiego, kawaler Orderu Virtuti Militari.

## Życiorys
Został zweryfikowany w stopniu porucznika ze starszeństwem z dniem 1 czerwca 1919. W szeregach 2 pułku strzelców podhalańskich w stopniu kapitana uczestniczył w wojnie polsko-bolszewickiej. W 1924 był oficerem 4 pułku strzelców podhalańskich. W randzie porucznika w 1924 zajmował 324 lokatę w korpusie oficerów zawodowych piechoty.

## Ordery i odznaczenia
- Krzyż Srebrny Orderu Wojskowego Virtuti Militari (1921)[2][3]
- Krzyż Walecznych – dwukrotnie